# جون واتسون (ملاكم)
جون واتسون (بالإنجليزية: John Watson)‏ (9 يونيو 1983 بإنجلترا في المملكة المتحدة - ) هو ملاكم بريطاني، صنّف ضمن فئة وزن الخفيف.

## إحصائيات
خاض خلال مسيرته 18 نزالا، فاز في 14 ولم يتعادل وخسر في 4. فاز بالضربة القاضية في 6 نزالات.

## روابط خارجية
- جون واتسون على موقع بوكس ريك (الإنجليزية) (registration required)